# Бугай Олександр Аркадійович
Олекса́ндр Арка́дійович Буга́й (28 червня 1934 р.) — український учений-фізик. Доктор фізико-математичних наук (1976), професор (1980), лауреат Державної премії УРСР (1983).

## Біографія
Народився в сім'ї вчителів у місті Чернігів. У 1951 р. закінчив Київську школу № 6, у 1956 р. — Київський університет імені Т Г. Шевченка. Працював інженером в Інституті фізики. Від 1958 р. — в Інституті фізики напівпровідників НАН України: аспірант, старший науковий співробітник, завідувач відділу електронного парамагнітного резонансу (ЕПР) дозиметрії, головний науковий співробітник.
У 2011 р. видав книжку «Змійові Вали», де зібрані матеріали досліджень свого батька, знаного дослідника Змійових Валів — Аркадія Сильвестровича Бугая. Володіє архівом А. С. Бугая. Створив та адмініструє сайт «Змійові Вали Бугая А.С».

## Наукова діяльність
Наукові інтереси О. А. Бугая — дослідження в галузі фізики твердого тіла та напівпровідників: матеріалознавство та радіаційна технологія напівпровідників, радіоспектроскопія твердого тіла і напівпровідників, розробка нових методів дозиметрії, фізичні методи реконструкції доз опромінення людей внаслідок Чорнобильської катастрофи.

## Нагороди
За розробку технології радіаційної та нейтронної обробки напівпровідникових матеріалів одержав Державну премію УРСР в галузі науки і техніки 1983 р.

## Праці
- Расщепление линий электронного парамагнитного резонанса в электрическом поле // ЖЭТФ. — 1966. — Т. 50 (співавт.)
- Эффекты квантовой интерференции в высокотемпературных сверхпроводниках // Письма в ЖЭТФ. — 1988. — Т. 48 (співавт.)
- Исследование методом ЭПР эмали зубов для определения доз гамма-излучений у лиц, облученных в результате аварии на ЧАЭС // Доклады НАН Украины. — 1993. — № 7.
- EPR spectroscopy of tooth enamel and its application for retrospective dosimetry in Chernobyl case // Appl. Magn. Resonance. — 1999. — Vol. 16. — № 2 (співавт.)
- Temperatura stabilization of alanine dozimeters used for food processing and sterilization // Applied Radiation and isotopes. — 2000. — № 52.